# Montmartin-en-Graignes
Montmartin-en-Graignes är en kommun i departementet Manche i regionen Normandie i norra Frankrike. Kommunen ligger i kantonen Saint-Jean-de-Daye som tillhör arrondissementet Saint-Lô. År 2018 hade Montmartin-en-Graignes 604 invånare.

## Befolkningsutveckling
Antalet invånare i kommunen Montmartin-en-Graignes
| Referens: INSEE |